# Habranthus barrosianus
Habranthus barrosianus är en amaryllisväxtart som beskrevs av Armando Theodoro Hunziker och Di Fulvio. Habranthus barrosianus ingår i släktet Habranthus och familjen amaryllisväxter. Inga underarter finns listade i Catalogue of Life.